# Pico de la Sarga
El pico de la Sarga es una montaña de la sierra de Alcaraz, de 1.769 metros, la segunda altitud de esta sierra. La sierra de Alcaraz forma parte del sistema prebético, que a su vez es una de las divisiones de la cordillera bética, también llamada sistemas béticos.
Hay una pista en relativo buen estado que sube hasta la misma cumbre y que parte del puerto del Bellotar (carretera CM-3205).
Respecto de la vegetación abunda el bosque de pinos hasta los 1600 metros. A partir de aquí hay bosque bajo de matorral casi hasta la cumbre. 
En sus inmediaciones tuvo lugar el encuentro entre el bandolero Pernales y la Guardia Civil, que acabó con la vida de aquel, siendo enterrado en el cementerio de Alcaraz.